# Tipos de diamante

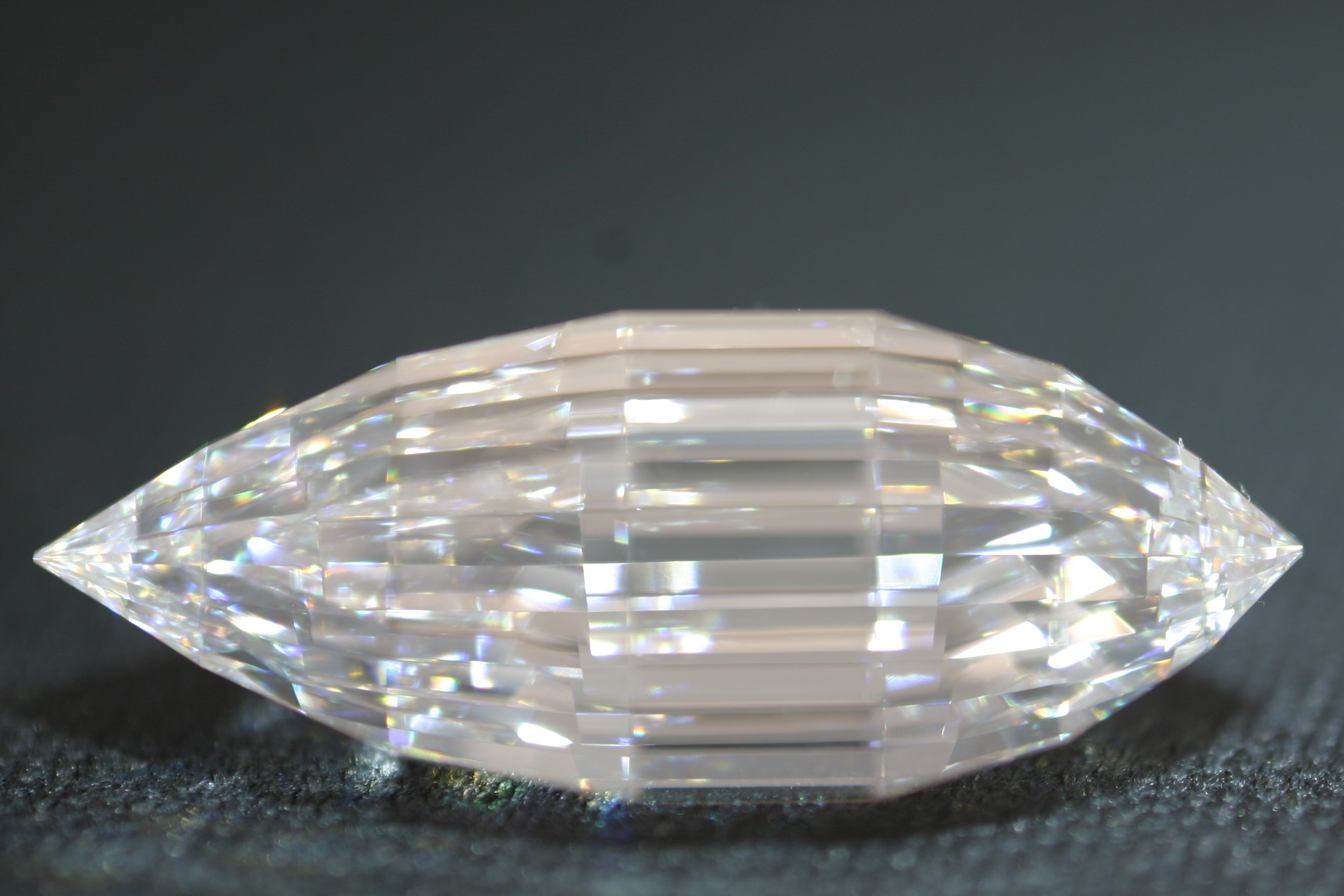
El diamante Esperanza, una pieza del Tipo IIa

En el campo de la gemología se dispone de un método de clasificación científica de los diamantes según el nivel y el tipo de impurezas químicas que contienen, lo que implica la definición de una serie de tipos de diamante. De acuerdo con esta clasificación, los diamantes se dividen en cinco tipos: Tipo IaA, Tipo IaB, Tipo Ib, Tipo IIa y Tipo IIb. Las impurezas medidas se encuentran a nivel atómico en la estructura cristalina de los átomos de carbono y, por lo tanto, a diferencia de las inclusiones, requieren utilizar espectroscopía infrarroja para su detección.
Los diferentes tipos de diamantes reaccionan de forma distinta a las técnicas de mejora de los diamantes. Distintos tipos pueden coexistir en una misma piedra, y así, los diamantes naturales suelen ser mezclas de los Tipos Ia y Ib, lo que se puede determinar mediante su espectro de absorción de radiación infrarroja.

## Tipos de diamante
En la siguiente tabla figura un resumen de las principales características de los cinco tipos de diamantes, que se detallan en los párrafos siguientes:
| Tipo    | Tipo     | Definición                                                | Definición                                                                   | Color                                                                 | Propiedades                                                       | Abundancia                                   |
| ------- | -------- | --------------------------------------------------------- | ---------------------------------------------------------------------------- | --------------------------------------------------------------------- | ----------------------------------------------------------------- | -------------------------------------------- |
| Tipo I  | Tipo Ia  | Tipo IaA                                                  | Contiene <0,3 % de nitrógeno Átomos de nitrógeno en pares                    | Incoloro                                                              | Fluorescencia azul Líneas de absorción estrechas                  | 98 %                                         |
| Tipo I  | Tipo Ia  | Tipo IaB                                                  | Contiene <0,3 % de nitrógeno Átomos de nitrógeno en grandes grupos uniformes | Amarillo a marrón, rosa, verde y azul                                 | Fluorescencia azul Líneas de absorción estrechas                  | 98 %                                         |
| Tipo I  | Tipo Ib  | Contiene <0,1 % de nitrógeno Átomos de nitrógeno aislados | Contiene <0,1 % de nitrógeno Átomos de nitrógeno aislados                    | Amarillo intenso, naranja, marrón e incoloro                          | La mayoría de los diamantes sintéticos Líneas de absorción anchas | Raro Aproximadamente el 1 %                  |
| Tipo II | Tipo IIa | Puro, sin nitrógeno                                       | Puro, sin nitrógeno                                                          | Incoloro, marrón, rosa, morado, verde y dorado Blanco muy excepcional | Transparente a los rayos UV < 230 μm                              | Aproximadamente el 0,8 % Muy raro            |
| Tipo II | Tipo IIb | Sin nitrógeno y con < 0,1 % de boro                       | Sin nitrógeno y con < 0,1 % de boro                                          | Azul y gris                                                           | Semiconductor tipo P                                              | Aproximadamente el 0,2 % Extremadamente raro |

### Tipo I
Los diamantes del Tipo I, la clase más común, contienen átomos de nitrógeno como su principal impureza, comúnmente en una concentración del 0,1 %. Los diamantes del Tipo I absorben luz tanto en la región infrarroja como en la ultravioleta, desde 320 nm. También presentan una fluorescencia característica y un espectro de absorción de la luz visible (véase propiedades físicas del diamante).

#### Tipo Ia
Los diamantes del Tipo Ia constituyen aproximadamente el 95 % de todos los diamantes naturales. Las impurezas de nitrógeno, hasta un 0,3 % (3000 ppm), se agrupan dentro de la red de carbono y están relativamente extendidas. El espectro de absorción de los cúmulos de nitrógeno puede hacer que el diamante absorba luz azul, dándole un aspecto amarillo pálido o casi incoloro. La mayoría de los diamantes del Tipo Ia son una mezcla de material IaA e IaB. Estos diamantes pertenecen a la serie Cape, llamada así por la región rica en diamantes anteriormente conocida como Provincia del Cabo en Sudáfrica, cuyos yacimientos son principalmente del Tipo Ia. Los diamantes del Tipo Ia suelen presentar bandas de absorción nítidas, con la banda principal a 415,5 nm (N3) y líneas más débiles a 478 nm (N2), 465 nm, 452 nm, 435 nm y 423 nm (las "líneas Cape"), causadas por centros de nitrógeno N2 y N3. También muestran fluorescencia azul expuestos a radiación ultravioleta de onda larga, debido a los centros de nitrógeno N3 (los centros N3 no alteran el color visible, pero siempre están acompañados por los centros N2, que sí lo hacen). Los diamantes marrones, verdes o amarillos presentan una banda verde a 504 nm (centro H3), a veces acompañada de dos bandas débiles adicionales a 537 nm y 495 nm (centro H4, un gran complejo que presumiblemente incluye 4 átomos sustitutorios de nitrógeno y 2 vacantes reticulares).
- Tipo IaA, donde los átomos de nitrógeno se encuentran en pares, lo que no afecta al color del diamante.
- Tipo IaB, donde los átomos de nitrógeno se encuentran en grandes agregados pares, lo que confiere a los diamantes un tono entre amarillo y marrón.

#### Tipo Ib
El Tipo Ib representa aproximadamente el 0,1 % de todos los diamantes naturales. Contienen hasta un 0,05 % (500 ppm) de nitrógeno, pero las impurezas son más difusas: los átomos se encuentran dispersos por todo el cristal en puntos aislados. Los diamantes del Tipo Ib absorben la luz verde además de la azul, y presentan un color amarillo o marrón más intenso o más oscuro que los diamantes del Tipo Ia.
Las piedras presentan un tinte amarillo intenso o, en ocasiones, marrón. Los raros diamantes color canario pertenecen a este tipo, que representa solo el 0,1 % de los diamantes naturales conocidos.
El espectro de absorción visible es gradual, sin bandas de absorción definidas.

### Tipo II
Los diamantes del Tipo II no presentan impurezas de nitrógeno medibles. Absorben la luz en una región diferente del infrarrojo y transmiten en el rango de la radiación ultravioleta por debajo de 225 nm, a diferencia de los diamantes del Tipo I. También presentan características de fluorescencia diferentes. Los cristales que se encuentran tienden a ser grandes y de forma irregular. Los diamantes del Tipo II se formaron bajo una presión extremadamente alta durante períodos prolongados.

#### Tipo IIa
Los diamantes del Tipo IIa constituyen entre el 1% y el 2% de todos los diamantes naturales (1,8% de los diamantes gema). Estos diamantes están casi o totalmente libres de impurezas y, en consecuencia, suelen ser incoloros y tienen una conductividad térmica más alta. Son muy transparentes en el rango ultravioleta, hasta 230 nm. Ocasionalmente, mientras los diamantes del Tipo IIa se extruyen hacia la superficie de la Tierra, la presión y la tensión pueden causar anomalías estructurales derivadas de la deformación plástica durante el crecimiento de la estructura cristalina tetraédrica, dando lugar al imperfecciones. Estas imperfecciones pueden conferir un color amarillo, marrón, naranja, rosa, rojo o morado a la gema. Las deformaciones estructurales de los diamantes del Tipo IIa pueden repararse mediante un proceso de alta presión y alta temperatura (véase diamante sintético), eliminando gran parte o la totalidad de su color. Los diamantes del Tipo IIa constituyen un gran porcentaje de la producción australiana. Muchos diamantes grandes famosos, como el Cullinan, el Koh-i-Noor, el Graff Lesedi La Rona y el Lulo Rosa, son del Tipo IIa. Los diamantes sintéticos cultivados mediante el proceso CVD también suelen pertenecer a este tipo.

#### Tipo IIb
Los diamantes 'Tipo IIb representan aproximadamente el 0,1 % de todos los diamantes naturales, lo que los convierte en unos de los diamantes naturales más raros y muy valiosos. Además de tener niveles muy bajos de impurezas de nitrógeno, comparables a los diamantes Tipo IIa, los diamantes Tipo IIb contienen importantes impurezas de boro.
El espectro de absorción del boro hace que estas gemas absorban la luz roja, naranja y amarilla, lo que confiere a los diamantes Tipo IIb un color azul claro o gris, aunque los ejemplares con bajos niveles de impurezas de boro también pueden ser incoloros.
Estos diamantes también son semiconductores del tipo p, a diferencia de otros tipos de diamantes, debido a la falta de compensación de los huecos electrónicos (véase [[propiedades físicas del diamante). Tan solo 1 ppm de boro es suficiente para que se manifieste este efecto.
Sin embargo, un color azul grisáceo también puede presentarse en diamantes del Tipo Ia sin estar relacionado con el boro.
Los diamantes del Tipo IIb muestran un espectro de absorción infrarroja distintivo y una absorción que aumenta gradualmente hacia el lado rojo del espectro visible.
Los diamantes verdes no se limitan a este Tipo, ya que su color se deriva de la exposición a cantidades variables de radiación ionizante.
La mayoría de los diamantes azul grisáceos procedentes de la mina de Argyle de Australia no son del Tipo IIb, sino del Tipo Ia. Estos diamantes contienen grandes concentraciones de defectos e impurezas (especialmente hidrógeno y nitrógeno) y el origen de su color aún es incierto.